# Borzoj
Borzoj ali ruski hrt je pasma psov, ki izvira iz Rusije. Prvotno so jih uporabljali za lov na volkove, lisice in srnjad. Njegova življenjska doba je od 13 do 14 let. Je velik in eleganten pes z dolgo svilnato dlako. Največkrat je osnovna barva bela z različnimi barvenimi znamenji. Samci so visoki 70–82 cm, psice so za cca. 5 cm nižje vendar za 1–2 cm daljše. Pes tehta od 35–47 kg, psica od 30–40 kg.